# The Sound of Violence
"Звук Насильства" - сингл французького електро-дуету Cassius з альбому Au Rêve. Це один з небагатьох їх синглів, що став номером один у танцювальних чартах Сполучених Штатів .
Пісня була виконана Стівом Едвардсом.

## Список треків

### 12"
| A1 | Reggae Rock Mix                                                  |
| B1 | Two Minute Warning Club Mix (Remix by Narcotic Thrust)           |
| B2 | Dancefloor Killa Remix (Remix by David Guetta & Joachim Garraud) |

### CD
1. Original Radio Edit
2. Narcotic Thrust's Two Minute Warning Club Mix
3. Cosmo Vitelli Remix
4. David Guetta & Joachim Garraud Dancefloor Killa Remix

## Відеокліп
Музика, відео має особливо примітні для його використання анімації. Фільм був створений при інтенсивному використанні цифрового редагування методів  CGI (Computer-Generated Imagery). Деякі приклади включають візерунки на траві далі небо, і хмари, між рамами. У багатьох точках CGI використовується для підвищення ландшафту, цей метод включає в себе фантазію, і до кінця фільму пейзаж повністю замінено абстрактними кульками і кубиками.